# Калугино (Омская область)
Калугино — деревня в Крутинском районе Омской области, в составе Китерминского сельского поселения.

## История
Основана в 1685 году. В 1928 г. деревня Калугина состояла из 164 хозяйств, основное население — русские. Центр Калугинского сельсовета Крутинского района Омского округа Сибирского края.

## Население
| 2010 |
| ---- |
| 39   |